# Molops austriacus
Molops austriacus – gatunek chrząszcza z rodziny biegaczowatych i podrodziny dzierowatych.

## Taksonomia
Gatunek ten opisany został po raz pierwszy w 1875 roku przez Ernsta Gustava Kraatza na łamach „Deutsche Entomologische Zeitschrift” pod nazwami Molops melas i Molops ovipennis. Obie okazały się być młodszymi homonimami, w związku z czym za ważny uznaje się epitet austriacus, wprowadzony w 1889 roku przez Ludwiga Ganglbauera na łamach tego samego periodyku.
W obrębie tego gatunku wyróżnia się trzy podgatunki:
- Molops austriacus austriacus Ganglbauer, 1889
- Molops austriacus longulus Müller, 1918
- Molops austriacus mostarensis Apfelbeck, 1904

Niektórzy autorzy traktują je wszystkie jako podgatunki Molops piceus, nie wyróżniając omawianego taksonu w randze osobnego gatunku.

## Morfologia
Chrząszcz o ciele długości od 11,5 do 13 mm. Ubarwienie ma lśniąco czarne do smoliście brunatnego z brązowoczerwonymi czułkami, głaszczkami i odnóżami. Głowa jest nieco węższa niż u szykonia madeja i nawet u samca nie osiąga szerokości pokryw. Boczne krawędzie nadustka są równomiernie ponad nasadami czułków zakrzywione i bardziej niż u M. ovipennis spłaszczone. U samca żuwaczki mają krawędzie zewnętrze niezbyt równomiernie zakrzywione, przed samym szczytem niemal kanciasto zgięte. Przedplecze jest słabiej niż u M. ovipennis poprzeczne, silniej niż u M. striolatus ku tyłowi zwężone, o krawędzi tylnej węższej niż krawędź przednia, a krawędziach bocznych wyraźnie przed dużymi, niemal prostokątnymi kątami tylnymi zafalowanych, bardziej niż u M. striolatus wypukłych. Pokrywy mają bardziej niż u M. ovipennis wypukłe w zarysie krawędzie boczne, międzyrzędy ósmy i dziewiąty pośrodku niezwężone mocno i razem tak szerokie jak siódmy, a wierzchołki u samicy równomiernie zaokrąglone, niezafalowane przed szwem. Rowki krawędziowe pokryw są nieco szersze niż u szykonia madeja. Skrzydła tylnej pary są uwstecznione. Genitalia samca cechują się płatem środkowym edeagusa o nieco zakrzywionym, dłuższym i węższym niż u szykonia madeja wierzchołku oraz nieco wydatniejszych ząbkach bocznych.

## Ekologia i występowanie
Owad ten zasiedla podgórskie i górskie lasy.
Gatunek palearktyczny. Podgatunek nominatywny znany jest z południowych Niemiec, Austrii, Czech, Węgier, północnych Włoch, Słowenii i Chorwacji. W Czechach jest skrajnie rzadki i bardzo lokalnie znajdowany, ograniczony do południowej części pasma Szumawy i jego podnóży. M. p. longulus znany jest z Chorwacji oraz Bośni i Hercegowiny, natomiast M. p. mostarensis jest endemitem Bośni i Hercegowiny.